# إرنستو فالفيردي
إرنستو فالفيردي (بالإسبانية: Ernesto Valverde؛ مواليد 9 فبراير 1964) لاعب كرة قدم إسباني سابق و‌المدرب الحالي لنادي أتلتيك بيلباو الإسباني. لعب لستة فرق في إسبانيا كان أهمها برشلونة و‌أتلتيك بيلباو و‌إسبانيول. درّب بعد الاعتزال عدة أندية في إسبانيا واليونان، وكان مدربًا لنادي برشلونة، لكن تمت إقالته في يناير 2020 بعد خروجه من كأس السوبر الإسباني.

## الإنجازات

### كلاعب
برشلونة
- كأس ملك إسبانيا: 1989-1990
- كأس الكؤوس الأوروبية: 1989

إسبانيول
- كأس الاتحاد الأوروبي: الوصيف موسم 1987-1988

### كمدرب
إسبانيول
- وصيف الدوري الأوروبي: 2006-2007

نادي أولمبياكوس
- الدوري اليوناني: 2008-2009، 2010-2011 و2011-2012
- كأس اليونان: 2008-2009 و2011-2012

أتلتيك بيلباو
- كأس السوبر الإسباني: 2015

برشلونة
- الدوري الإسباني لكرة القدم: 2017–18
- الدوري الإسباني لكرة القدم: 2018–19
- كأس ملك إسبانيا: 2017–18
- كأس السوبر الإسباني: الوصيف 2017: البطل 2018.

## روابط خارجية
- إرنستو فالفيردي على موقع الاتحاد الأوربي (الإنجليزية)
- إرنستو فالفيردي على موقع قاعدة بيانات كرة القدم.إي يو (الإنجليزية)
- إرنستو فالفيردي على موقع ناشيونال فوتبول تيمز (الإنجليزية)
- إرنستو فالفيردي على موقع Soccerway.com (الإنجليزية)
- إرنستو فالفيردي على موقع عالم كرة القدم.نت (الإنجليزية)